# Mas Girarols
Mas Girarols és un mas del municipi d'Espolla inclòs en l'Inventari del Patrimoni Arquitectònic de Catalunya.

## Descripció
Situat al nord-est del nucli urbà de la població d'Espolla, a uns tres quilòmetres de distància del terme pel camí que porta al mas Corbera.
Masia formada per tres cossos aïllats, dos d'ells units per un mur de tanca que deixa espai pel bestiar. L'edifici principal és de planta rectangular, amb la coberta de teula de dues vessants i distribuït en planta baixa i pis. Presenta un cos allargat adossat a la façana de migdia format per dues grans voltes a la planta baixa. La de ponent és rebaixada i fou refeta amb maons, mentre que la de llevant és de mig punt i està feta amb lloses de pedra desbastada disposada a sardinell. Hi havia una tercera arcada, actualment tapiada i reformada en una senzilla porta rectangular. Aquest cos està cobert amb una terrassa al pis que dona pas a l'interior de l'edifici, a la que s'accedeix des d'unes escales d'obra exteriors. A la façana de ponent hi ha un petit cos quadrat adossat, amb coberta d'un sol vessant, probablement identificat amb el pou. Les obertures de l'habitatge són majoritàriament rectangulars, en origen bastides en maons, tot i que actualment han estat reformades i presenten els emmarcaments arrebossats. El cos situat a tramuntana de la casa està destinat als corrals. Presenta la coberta d'un sol vessant, està distribuït en planta baixa i, a la façana de llevant, presenta diverses arcades de mig punt de pedra per accedir a l'interior, tot i que actualment han estat transformades. L'últim cos de la construcció està situat a l'extrem sud-oest de la casa. Presenta la coberta d'un sol vessant, consta de dues plantes i té obertures rectangulars senzilles.
La construcció és bastida en pedra sense treballar disposada regularment i lligada amb morter. A les cantonades hi ha pedres grans desbastades. Actualment, l'habitatge està arrebossat.

## Història
Segons el fons documental del COAC, es tracta d'una construcció dels segles XVII-XVIII. Apareix com a propietat del Marquès de Camps fins a la segona meitat del segle xx. Posteriorment, a finals del segle xx va ser venut i utilitzat per a la seva explotació ramadera.